# Lao động Thủ đô (báo)
Báo Lao động Thủ đô là cơ quan ngôn luận của tổ chức Công đoàn Thủ đô, tiếng nói của công nhân, viên chức, lao động.

## Lịch sử
Ngày 23/7/1991, Liên đoàn lao động (LĐLĐ) thành phố Hà Nội đã quyết định thành lập báo Lao động Hà Nội, sau này đổi tên thành báo Lao động Thủ đô, xác định là cơ quan ngôn luận của tổ chức Công đoàn Thủ đô, tiếng nói của công nhân, viên chức, lao động.
Suốt nhiều năm qua, các thế hệ làm báo Lao động Thủ đô luôn phát huy tốt nhất vai trò, trách nhiệm, sứ mệnh của người làm báo, đồng hành cùng người lao động. Hoạt động Công đoàn, phong trào thi đua lao động sản xuất, đời sống công nhân lao động và tình hình chính trị, kinh tế xã hội, văn hóa, an ninh trật tự của Thủ đô và đất nước… luôn được khắc họa phong phú trên từng số báo.
Tờ báo như nhịp cầu nối Công đoàn, chính quyền, người sử dụng lao động với công nhân lao động, trở thành cánh tay nối dài của Thường trực, Ban Chấp hành LĐLĐ thành phố Hà Nội trong việc chỉ đạo và triển khai các phong trào thi đua lao động sản xuất.
Những năm gần đây, báo Lao động Thủ đô đã chuyển dịch từ làm báo in sang phát triển báo điện tử đa phương tiện, triển khai nhiều thể loại báo chí hiện đại. Từ hai tuần một số báo in khi mới thành lập, đến nay, báo Lao động Thủ đô có 4 ấn phẩm: Báo in Lao động Thủ đô, báo điện tử Lao động Thủ đô và 2 chuyên trang điện tử Làm giàu, Lao động và Pháp luật.

## Ban biên tập hiện nay
- Tổng biên tập: Nguyễn Văn Bình
- Phó Tổng biên tập: Đinh Tuấn Anh